# یواس‌اس نویل (ای‌پی‌ای-۹)
یواس‌اس نویل (ای‌پی‌ای-۹) (به انگلیسی: USS Neville (APA-9)) یک کشتی بود که طول آن ۵۰۷ فوت (۱۵۵ متر) بود. این کشتی در سال ۱۹۱۸ ساخته شد.